# الكسندر يوهانسون
الكسندر يوهانسون (بالسويدية: Alexander Johansson)‏ هو لاعب هوكي الجليد سويدي، ولد في 30 نوفمبر 1988 في Värnamo ‏ في السويد.

## وصلات خارجية
- الكسندر يوهانسون على موقع EliteProspects.com (الإنجليزية)
- الكسندر يوهانسون على موقع Eurohockey.com (الإنجليزية)
- الكسندر يوهانسون على موقع HockeyDB.com (الإنجليزية)